# Legger (register)

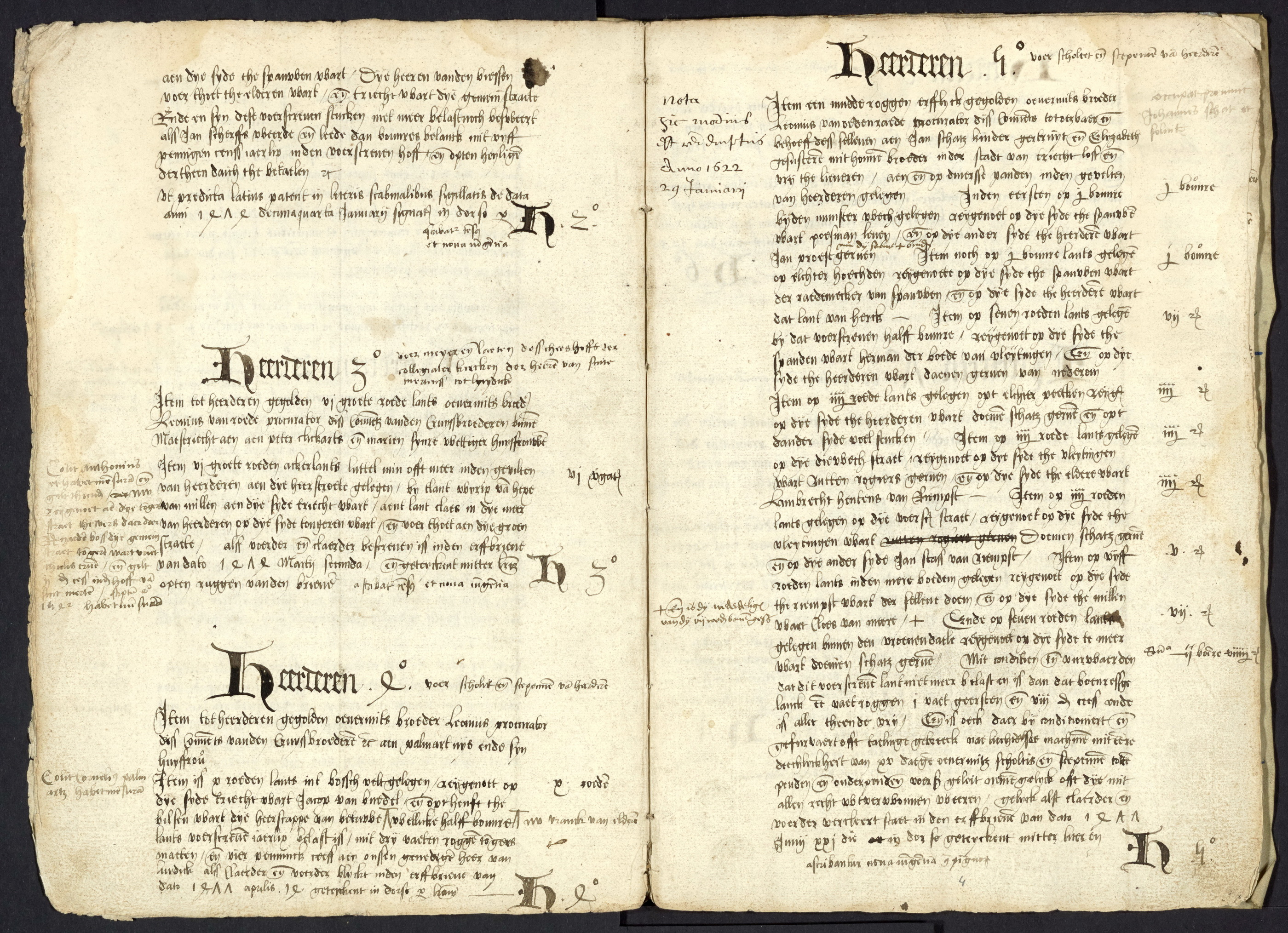
Legger van bezittingen van het Maastrichtse Kruisherenklooster in de omgeving van Herderen, ca. 1550

Een legger is (van oorsprong) een boekwerk waarin een register wordt bijgehouden van:
- te ontvangen vaste inkomsten
- voor onbepaalde tijd vastgelegde gegevens betreffende onroerende goederen

De bekendste legger is de kadastrale legger van het Kadaster, dat meestal Openbaar register wordt genoemd. Ook gemeenten en waterschappen houden leggers, respectievelijk met daarin de wegen (de wegenlegger) en de oppervlaktewateren (de legger wateren).
De legger registreert van wie een perceel, weg of watergang is en wie deze onderhoudt. Vaak worden ook de eigenschappen geregistreerd, zoals de breedte en soort verharding van de weg of het profiel van een watergang. Bij een legger hoort vaak ook een stelsel kaarten, waarop de beheerde objecten zijn ingetekend. In de Waterwet is sinds 2009 een specifieke verplichting opgenomen om een legger (de watersysteemlegger) op te stellen voor alle waterstaatswerken. 
Moderne leggers zijn gedigitaliseerd waarbij vaak gebruik wordt gemaakt van een geografisch informatiesysteem. Ook oude leggers werden soms door vrijwilligers digitaal toegankelijk gemaakt. Een groep van vrijwilligers heeft bijvoorbeeld de liggers van de Scheepsmetingsdienst tekstueel gedigitaliseerd en via de site van de Landelijke Vereniging tot Behoud van het Historisch Bedrijfsvaartuig (LVBHB) ontsloten. Opgemerkte fouten en verschrijvingen zijn gecorrigeerd en waar mogelijk geüniformeerd zoals plaatsnamen en werfnamen. Ook is data toegevoegd uit andere bronnen. Hierdoor wordt het makkelijker doorsnedes te maken voor onderzoek.

## Benamingen
Het woord legger is afgeleid van vastleggen in de betekenis registreren.
Verouderde termen zijn ligger, blaffaard, dijkrol en cijnsboek.
Een dijkrol was oorspronkelijk een rol papier, waarop de dijk was afgebeeld, met daarop de verdeling van wat iedere ingeland moet onderhouden. Om willekeur te voorkomen werd de verdeling door loting bepaald. Later werd de rol vervangen door een boekje.